# Prefectura apostólica de Hainan
La prefectura apostólica de Hainan (en latín: Praefectura Apostolica Hainanensis y en chino: 海南宗座監牧區) es una circunscripción eclesiástica de la Iglesia católica en China. Se trata de una prefectura apostólica latina, inmediatamente sujeta a la Santa Sede. Desde el 16 de junio de 1980 es sede vacante y su administrador es el presbítero Yang Hailong. La Asociación Patriótica Católica China elevó la prefectura apostólica a diócesis de Hainan en año no conocido, sin asentimiento de la Santa Sede.

## Territorio y organización
La prefectura apostólica tiene 35 000 km² y extiende su jurisdicción sobre los fieles católicos de rito latino residentes en la provincia de Hainan.
La sede de la prefectura apostólica se encuentra en la ciudad de Haikou, en donde se halla la Catedral del Sagrado Corazón de Jesús, terminada en 2011, y la iglesia de San José (antigua iglesia del Sagrado Corazón), inaugurada el 15 de agosto de 1984.
En 1950 en la prefectura apostólica existían 9 parroquias.
Comunidades católicas están presentes en:
- Wenchang: iglesia de Nuestra Señora de Lourdes;
- Ding'an: iglesia de Santa Teresa (la más antigua iglesia de la isla de Hainan, construida en 1892[1]), San Miguel y Nuestra Señora del Perpetuo Socorro;
- Qionghai: iglesia del Corazón Inmaculado de María;
- Lingao: iglesia de San Juan María Vianney;
- Sanya.[2]

## Historia
En 1632 los jesuitas de la Macao portuguesa enviaron misioneros a la isla de Hainan para predicar. En 1635 los jesuitas dividieron la isla de Hainan en cuatro parroquias: Qiongzhou, Ding'an, Chengmai y Baojiao. En 1637 había 330 creyentes en la isla de Hainan. En 1639 se produjo una persecución religiosa en la isla de Hainan. En 1652 y 1670, los jesuitas fueron arrojados al mar y ahogados por piratas. En aquella época, según el censo de los jesuitas, el número de creyentes era de 2253.
Desde principios del siglo XVIII hasta 1904 la diócesis de Macao envió sacerdotes a predicar. En 1904 el papa Pío IX encomendó esta tarea a los misioneros de la Sociedad de las Misiones Extranjeras de París.
La misión sui iuris de Hainan fue erigida el 15 de abril de 1929 con el breve Quod christiani del papa Pío XI, obteniendo el territorio del vicariato apostólico de Beihai (hoy diócesis de Beihai).
El 25 de mayo de 1936 la misión sui iuris fue elevada al rango de prefectura apostólica con la bula Valde decet del papa Pío XI.
El 1 de mayo de 1950 Hainan fue ocupada por el Partido Comunista de China, que se impuso en la guerra civil y proclamó la República Popular China el 1 de octubre de 1949. Todos los misioneros extranjeros fueron expulsados de China comunista, entre ellos el prefecto apostólico francés presbítero Dominic Desperben. En 1951 China comunista y la Santa Sede rompieron relaciones diplomáticas, reconociendo la Santa Sede a la República de China en Taiwán como el legítimo gobierno chino. En Hainan solo quedó un sacerdote y una monja.
La Asociación Patriótica Católica China fue creada con el apoyo de la Oficina de Asuntos Religiosos de la República Popular de China en 1957, con el objetivo de controlar las actividades de los católicos en China. Su nombre público es Iglesia católica china y es referida como la "Iglesia oficial" en contraposición a la "Iglesia subterránea" o "Iglesia clandestina" leal a la Santa Sede.
En el período de 1966 a 1976 la Revolución Cultural se ensañó especialmente contra la religión, destruyéndose numerosas iglesias.
El 16 de junio de 1980 el prefecto apostólico Dominic Desperben falleció en el exilio en Francia.
En año no conocido la Conferencia de Obispos Católicos Chinos, una organización reconocida por el Gobierno chino, elevó sin el consentimiento de la Santa Sede a diócesis a la prefectura apostólica de Hainan.
De 2012 a 2013 fueron restauradas y abiertas algunas iglesias y el padre Yang Hailong tiene el cargo de administrador de la diócesis de Hainan, aunque no se conoce su relación con la Santa Sede.
El 22 de septiembre de 2018 se firmó en Pekín el Acuerdo provisional entre la Santa Sede y la República Popular de China sobre el nombramiento de los obispos. El 22 de octubre de 2020 el acuerdo fue prorrogado por otros dos años y en octubre de 2022 por otros dos años más.

## Estadísticas
Según el Anuario Pontificio 1951 la prefectura apostólica tenía a fines de 1950 un total de 3419 fieles bautizados.
| Año                                                                             | Población            | Población | Población      | Sacerdotes | Sacerdotes    | Sacerdotes    | Bautizados por sacerdote | Diáconos permanentes | Religiosos | Religiosos | Parroquias |
| Año                                                                             | Bautizados católicos | Total     | % de católicos | Total      | Clero secular | Clero regular | Bautizados por sacerdote | Diáconos permanentes | Varones    | Mujeres    | Parroquias |
| ------------------------------------------------------------------------------- | -------------------- | --------- | -------------- | ---------- | ------------- | ------------- | ------------------------ | -------------------- | ---------- | ---------- | ---------- |
| 1950                                                                            | 3419                 | 2 500 000 | 0.1            | 19         | 5             | 14            | 179                      |                      |            | 20         | 9          |
| Fuente: Catholic-Hierarchy, que a su vez toma los datos del Anuario Pontificio. |                      |           |                |            |               |               |                          |                      |            |            |            |

Según algunas estadísticas reportadas por la Agencia Fides, en 2012 la prefectura apostólica contaba con dos sacerdotes, dos religiosos y 8 iglesias; los fieles eran cerca de 6000. Estos datos son confirmados por la Guide to the Catholic Church in China 2014.

## Episcopologio
- Paolo Julliotte, SS.CC. † (20 de noviembre de 1929-febrero de 1939 renunció)
- Dominic Desperben, SS.CC. † (24 de marzo de 1939-16 de junio de 1980 falleció)
  - Sede vacante, desde 1980